# Neuhütten (Nadrenia-Palatynat)
Neuhütten – miejscowość i gmina w Niemczech, w kraju związkowym Nadrenia-Palatynat, w powiecie Trier-Saarburg, wchodzi w skład gminy związkowej Hermeskeil.